# 廿日市市立四季が丘中学校
廿日市市立四季が丘中学校（はつかいちしりつしきがおかちゅうがっこう）は、広島県廿日市市四季が丘二丁目にある公立中学校。

## 沿革
1991年(平成3年)4月1日 - 廿日市市立七尾中学校より分離され、廿日市市立四季が丘中学校設立。

## 校区
- 廿日市市立宮園小学校の校区
  - 宮園一丁目、宮園二丁目、宮園三丁目、宮園四丁目、宮園五丁目、宮園六丁目、宮園七丁目、宮園八丁目、宮園九丁目、宮園上一丁目、宮園上二丁目、宮園上三丁目、宮園上四丁目、宮園上五丁目
- 廿日市市立四季が丘小学校の校区
  - 四季が丘一丁目、四季が丘二丁目、四季が丘三丁目、四季が丘四丁目、四季が丘五丁目、四季が丘六丁目、四季が丘七丁目、四季が丘八丁目、四季が丘九丁目、四季が丘十丁目、四季が丘十一丁目、四季が丘上

## 部活動

### 運動部
- 野球部
- サッカー部
- バスケットボール部（女子）
- バレーボール部（女子）
- ソフトテニス部（男子）
- ソフトテニス部（女子）
- 卓球部（男子）
- 卓球部（女子）
- 剣道部

### 文化部
- 吹奏楽部
- アートサークル

## アクセス
- JR西日本山陽本線宮内串戸駅または広島電鉄宮島線宮内駅下車、同駅から広電バス（宮園・四季が丘方面ゆき）乗車、「四季が丘一丁目」バス停下車、徒歩7分[4]。

## 著名な出身者
- 旭爪千恵 - ヴァイオリニスト。2003年、第3回A.グラズノフ国際コンクールのヴァイオリン部門にて第3位入賞。姉の旭爪裕美子（ピアノ）とユニット「デュオ旭爪姉妹」として活動している。2009年8月から宮島観光大使を務めている。
- 田中惇之-俳優。大藏流狂言方。
- 柳瀬明宏 - プロ野球、元福岡ソフトバンクホークスの選手（投手）。
- 上田絵未 - 女子サッカーの元選手（DF）。2009年からアルビレックス新潟レディース（なでしこリーグ）で活動し、2011年12月に退団した[5]。
- 花岡なつみ - 歌手。オスカープロモーション所属。